# Tanques da Praia de Angeiras
Os tanques da praia de Angeiras são um conjunto de tanques datados dos séculos III ou IV durante o período de ocupação romana, classificados como monumento nacional, soterrados no areal da dita praia, na antiga freguesia de Lavra, Matosinhos. Devido ao seu tamanho e pouca profundidade, deveriam estar ligados ao fabrico de salmoura ao invés do garo.